# 神奈川県副知事
神奈川県副知事（かながわけんふくちじ）は、神奈川県知事を補佐し、その補助機関たる職員の担任する事務を監督する副知事で、地方自治法に定められた特別職の神奈川県職員である。定数は3人。
副知事相互には上下関係はないが、知事に事故があるとき、または知事が欠けたときの知事の職務代理順序が規則で決められており、これが実質的な序列となっている。また、各副知事には担当する局や特命事項が割り当てられている。